# Макаров, Владимир Васильевич (подпольщик)
Влади́мир Васи́льевич Мака́ров (1894, Скопин, Рязанская губерния — 24 января 1920, Севастополь, Таврическая губерния) — русский революционер, участник севастопольского большевистского подполья в годы Гражданской войны. Секретарь Севастопольского подпольного комитета РКП(б), руководитель его военной секции. Будучи ординарцем у генерала В. З. Май-Маевского, передавал в подполье оперативную информацию. Арестован контрразведкой ВСЮР и расстрелян за несколько дней до планировавшегося восстания в Севастополе. Старший брат П. В. Макарова.

## Биография

### Ранние годы
Родился в городе Скопин Рязанской губернии. Отец — кондуктор товарных поездов Сызрано-Вяземской железной дороги — погиб в 1903 году при крушении поезда. Владимир был старшим из трёх братьев, средним — Павел, а младшим — Сергей. В. Макаров с отличием закончил церковно-приходскую школу. Не продолжил обучение в связи с бедностью и стал работать рассыльным в бакалейной лавке, а потом учеником в переплётной мастерской родного дяди Алексея Асманова.
После 1910 года по совету дяди Асманова он переехал в город Балашов Саратовской губернии. Работал там в переплётных мастерских при типографиях, принимал активное участие в маёвках и организовывал их. В мае 1912 года над В. Макаровым нависла угроза тюрьмы за участие в маёвке, его уволили из мастерской. Друзья переправили его в Крым, куда позднее переехала и вся его семья.
В Севастополе Владимир работал переплётчиком в Доме трудолюбия, затем был назначен смотрителем. Уволен, по словам брата Павла, за дружеские отношения с рабочими и заступничество. На новом месте работы Владимира хозяином был бывший морской офицер, участник севастопольской обороны, Гладун.

### ГодыПервой мировой войны
В начале Первой мировой войны Владимир написал из Севастополя письмо семье в Балашов, в котором звал Павла к себе. Павел принял приглашение. Недели через две в Севастополь прибыли и мать с младшим братом Сергеем. Вскоре Владимир женился на Клавдии Дмитриевне, они остались жить у её отца, у них родился сын Николай. Через некоторое время Павел уехал в Симферополь на воинскую службу, а затем в Симферополь переехали и мать с братом Сергеем.
В годы Первой мировой войны Владимир служил в 5-й роте 32-го запасного стрелкового полка в Симферополе. Туда же после окончания 2-й Тифлисской школы прапорщиков был направлен Павел Макаров для командования без стажировки 16-й стрелковой ротой 32-го запасного стрелкового полка. Владимир вскоре был освобождён от военной службы из-за слабого зрения. В Севастополе В. Макаров вместе с товарищами открыл небольшую переплётную мастерскую. Владимир работал секретарём в профсоюзе, распространял нелегальную большевистскую литературу.
После развала в конце 1917 года Румынского фронта к Владимиру в Севастополь в феврале 1918 приехал Павел, прошедший битву при Мэрэшешти. Там Павел узнал, что младший брат Сергей вступил в красногвардейский отряд.

### Севастопольское подполье в Гражданскую войну
В начале Гражданской войны Владимир вступил в РКП(б) и занялся партийной работой. К большевикам примкнул и Павел, идеи которых были близки ему ещё с фронта. Жил Владимир в частной квартире на Батумской улице.
В апреле 1918 года брат Владимира Макарова Павел попал в Мелитополе в расположение дроздовцев и, опасаясь быть расстрелянным, рассказал о своей военной карьере. По словам Павла, штабс-капитан А. В. Туркул в тот же день представил П. Макарова полковнику М. Г. Дроздовскому, который временно прикомандировал П. Макарова в шифровально-вербовочный отдел штаба. Так П. Макаров стал работать в штабе белогвардейцев.
Летом 1918 года к Владимиру Макарову в Севастополь приехал Павел, который на тот момент служил в 3-й роте Дроздовского полка и симулировал ранение. Владимир в это время скрывался от немцев, занимавших город, и не мог вести революционную работу. На третий день визита Павел выехал обратно в Дроздовский полк в Екатеринодар. 5 января 1919 года будущий генерал-лейтенант В. З. Май-Маевский вступил в должность начальника 3-й дивизии, при этом Павел Макаров стал его личным адъютантом.
В конце июня 1919 года за несколько дней до отступления Красной Армии из Симферополя (во время захвата Крыма армией ВСЮР) был поднят вопрос о создании большевистского подполья в Крыму. Однако, областной партийный центр, созданный для руководства работой подпольных организаций, распался из-за предательства некоторых его членов, оставивших без средств и техники группы в разных городах. Подпольщики на местах восстанавливали связи и организовывали городские комитеты. Первым был создан Севастопольский подпольный комитет РКП(б), в который входили Владимир Макаров, С. Леонов, Кривожиха, И. А. Севастьянов и другие. Была организована типография, проводилась агитация среди рабочих основных предприятий города.
Летом 1919 года Владимир Макаров написал письмо в Харьков брату Павлу с просьбой приехать в Севастополь на несколько дней «по очень важному, неотложному делу». Под предлогом болезни матери он приехал, отпросившись у Май-Маевского на 9 суток. Владимиру Макарову не удалось уехать из города летом 1919 года вместе с отступающей Красной Армией из-за поломки машины на шоссе в 15 вёрстах (около 16 км) от Севастополя. Ему пришлось несколько дней скрываться в пещерах инкерманских скал. По возвращении в Севастополь за В. Макаровым началась слежка — у него два раза проводили безрезультатный обыск. Считая, что в условиях слежки невозможно продолжать революционную работу, Владимир попросил Павла взять его с собой назад в Харьков и устроить в штаб, на что Павел согласился. Владимир Макаров был представлен Май-Маевскому младшим унтер-офицером из вольноопределяющихся (из-за незнания оберофицерской среды он отказался представляться поручиком). Павел имел большое влияние на Май-Маевского, и просил его зачислить Владимира на службу в конвой или охранную роту, но Май-Маевский распорядился зачислить В. Макарова в ординарцы для своего личного сопровождения. Будучи на службе у Май-Маевского Владимир пробовал связаться с харьковской подпольной организацией, но это ему не удавалось, после чего он решил действовать в тылу.
Во второй половине осени 1919 года после неудачного похода на Москву и поражения под Орлом ВСЮР начали отступать. Владимир, по словам Павла, уничтожал часть сводок для Май-Маевского, в связи с чем генерал получал лишь частичную информацию и с задержкой. Заготовив необходимые документы, Владимир Макаров уехал от Май-Маевского в отпуск в Севастополь с целью организовать подпольный комитет и провести в Крыму восстание. Приказом по ВСЮР от 10 декабря 1919 года вместо В. З. Май-Маевского главноначальствующим Харьковской области одновременно с принятием на себя поста командующего Добровольческой армией был назначен П. Н. Врангель. В этот же день Май-Маевский покинул Харьков и после уговоров Павла Макарова уехал вместе с ним в Севастополь, куда они прибыли 16 декабря.
В это время, к концу 1919 года, Севастопольский подпольный комитет РКП(б), имевший 14 партийных ячеек на предприятиях города, готовился провести восстание против ВСЮР и захватить власть в городе. Владимир Макаров стал председателем комитета и руководителем его военной секции. На вооружении комитета находилось 15 пудов пироксилина, 40 винтовок, несколько ящиков патронов, пулемёт, 2 ящика бомб. Из рабочих и солдат местного гарнизона формировались подпольные боевые отряды.
Май-Маевский с П. Макаровым жили в гостинице «Киста», куда почти ежедневно приходил Владимир Макаров, так как он тогда числился ординарцем Май-Маевского. Пользуясь таким положением, Владимир вёл разведку для подпольного комитета: передавал сводки советского радио, сообщения из ставки Деникина и другие сведения оперативного характера.
22 декабря 1919 года севастопольскими подпольщиками была проведена попытка потопления крейсера «Генерал Корнилов». 15 января 1920 года был произведён взрыв железнодорожного моста на реке Альма юго-западнее станции Альма. Однако разрушить мост не удалось, и после непродолжительного ремонта (около месяца) движение восстановилось.
20 января 1920 года Владимир Макаров последний раз встретился с Павлом и сообщил, что восстание в Севастополе готовится на 23 января.

### Арест и смерть

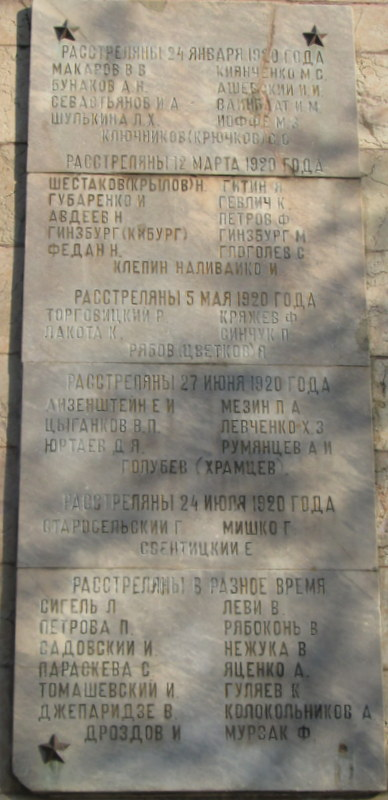
Памятная доска, установленная на памятнике 49 коммунаров. Первым блоком идут члены Севастопольского подпольного комитета РКП(б), расстрелянные 24 января 1920 года, в том числе и Владимир Макаров

В ночь на 21 января 1920 года в Севастополе морской контрразведкой ВСЮР было арестовано 9 членов Севастопольского подпольного комитета РКП(б), готовившего на тот момент восстание в городе. Список арестованных:
- В. В. Макаров — председатель (секретарь[23]) комитета, руководитель военной секции комитета.
- А. И. Бунаков (Рытвинский) — помощник председателя комитета[к. 5].
- И. А. Севастьянов — бывший поручик, руководитель разведывательной секции комитета. Отвечал за разведку и подготовку плана восстания[4].
- М. С. Киянченко — матрос, руководитель подрывной секции комитета.
- Л. Х. Шулькина — держала связь с другими организациями и с Симферополем.
- И. М. Вайнблат — заведующий подпольной типографией.
- М. 3. Иоффе — заведующий подпольной типографией.
- Ю. И. Дражинский[к. 6] — член Симферопольского подпольного комитета РКП(б). Прислан в январе 1920 года в Севастополь для подготовки вооруженного восстания. Выступал под именем И. И. Ашевский[4][26].
- С. С. Ключников (Крючков) — рабочий севастопольского порта, агитатор. Отвечал за сбор, хранение, учёт оружия и взрывчатых веществ[4].

Комитет был захвачен в клубе строительных рабочих на Базарной улице и располагал ещё конспиративной квартирой на 2-й Цыганской улице. При обыске во время ареста у Владимира нашли почтовую открытку двухлетней давности, которую ему отправил его брат Павел, где упоминал, будучи организатором Красной гвардии в Крыму, о её подготовке и революционной работе.
Павел пытался убедить Май-Маевского, что арест его брата Владимира — ошибка, и просил освободить его. Генерал поначалу обещал, что разберётся, и В. Макаров будет освобождён. Однако, узнав о связи Владимира с подпольем и о подготовке восстания, Май-Маевский поддержал арест. П. Макаров пишет, что Владимир (как и остальные арестованные) несмотря на пытки не дал признательные показания и не выдал остальных подпольщиков. Владимир Макаров и другие восемь арестованных членов подполья расстреляны 24 января 1920 года. 13 февраля 1920 года в Симферополе комсомольцы отпечатали и распространили по заданию Крымского Областного Комитета РКП(б) листовки с воззванием:

Пролетарии всех стран, соединяйтесь!

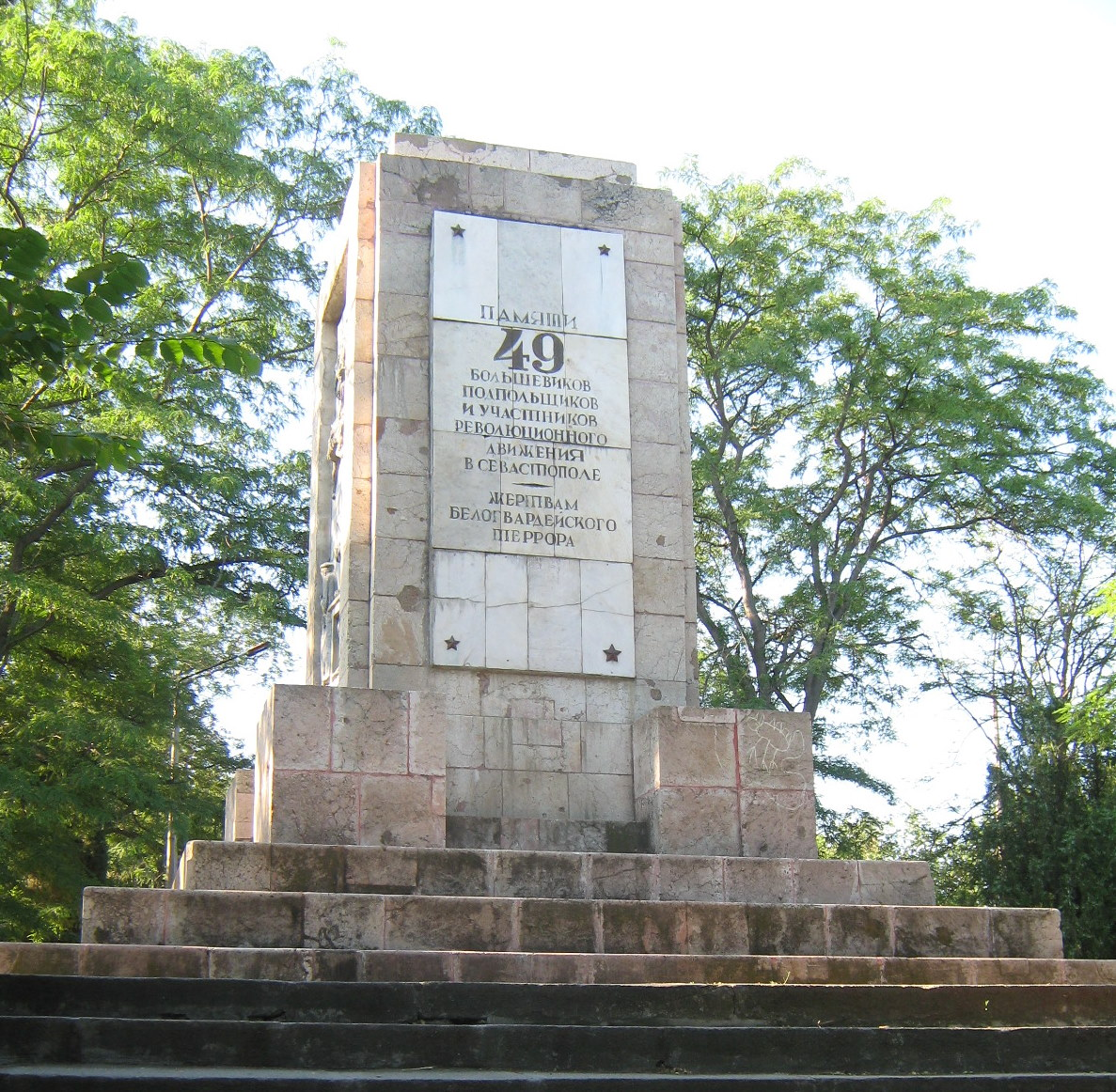
Памятник 49 коммунарам, установленный на братской могиле, в которой захоронен Владимир Макаров

… Совершено ещё одно чудовищное преступление… В Севастополе умерщвлены девять лучших коммунистов — представителей рабочего класса, беззаветных борцов за социализм. … нам известно из самых достоверных источников, что никакого суда не было и что они, палачи и опричники, арестовав 21 января всех 9 товарищей, мучили и пытали их двое суток на борту броненосца «Корнилов» и 23 января кто уже мёртвым, а (кто) полуживым были выброшены за борт в море.
Вот как справляются капиталисты и генералы с лучшими представителями рабочего класса.… Но так не может безнаказанно пройти.… К отмщению! К оружию! … По первому зову партия большевиков, все рабочие и солдаты должны с оружием в руках выйти на улицу в назначенный для этого день и час.…— Крымский Областной Комитет РКП(б), 
Арест Владимира скомпрометировал его брата, и в ночь с 23 на 24 января 1920 Павел Макаров был арестован. Однако, ему удалось совершить побег и примкнуть к красно-зелёной повстанческой армии, возглавив в ней 3-й Симферопольский отряд..
В 1923 году после Гражданской войны останки Владимира Макарова были перезахоронены в братской могиле у южных ворот на кладбище Коммунаров в Севастополе. В 1937 году на ней по проекту архитектора М. А. Садовского воздвигнут памятник 49 коммунарам.

## Семья

Татьяна Саввична Макарова — мать Владимира Макарова

- Отец — Василий Филиппович[31] Макаров (? — 1903), кондуктор товарных поездов Сызрано-Вяземской железной дороги[к. 11]. Погиб при крушении поезда[7].
- Мать — Татьяна Саввична Макарова (Асманова[5]) (ок. 1865[к. 12] — декабрь 1941), подёнщица, прачка. Повешена (по другим данным[7][31] — расстреляна) немцами в Крыму во время Великой Отечественной войны в отместку за партизанские действия Павла Макарова в их тылу. Перед этим они сожгли весь её скарб, а во время допросов выбили оба глаза[7][6][32][33].
- Жена — Клавдия Дмитриевна Макарова[8].
  - Сын — Николай Владимирович Макаров[8].
- Брат (средний) — Павел Васильевич Макаров (1897—1970), адъютант генерал-лейтенанта В. З. Май-Маевского. После ареста контрразведкой ВСЮР и побега организовал и возглавил 3-й Симферопольский отряд (полк) красно-зелёной повстанческой армии. В годы Великой Отечественной войны руководил 3-м Симферопольским партизанским отрядом.
  - Первая жена брата (до 1928) — Мария Владимировна Макарова (Удянская), дочь губернского ветеринарского врача, старшая сестра милосердия в повстанческой армии во времена Гражданской войны[2].
    - Дочь брата — Ольга Павловна Макарова, кавалер ордена Отечественной войны II степени и пятью медалями[7][32].
    - Сын брата — Георгий Павлович Макаров (1921 — 1 февраля 1943), родился в Скопине. После начала Великой Отечественной войны поступил в Кременчугскую авиашколу. Затем переведён в Ташкентское пехотное училище. Попал на фронт в апреле 1942 года в 1 батальон 11 мотострелковой бригады 10 танкового корпуса. Старшина, помощник командира взвода, кандидат в члены ВКП(б). 1 февраля 1943 года в окрестностях Лисичанска был убит во время атаки, которой руководил в качестве командира взвода автоматчиков[7][34].
- Брат (младший) — Сергей Васильевич Макаров (? — 29 марта 1939), работал рыбаком в Евпатории[10]. В 1937 году вместе с братом Павлом заключён под стражу НКВД Крыма по статье 58 пп. 10 и 11 УК РСФСР[35]. Умер в тюрьме через 5 дней после оглашения приговора Павлу и освобождения его из-под стражи. Реабилитирован в 1963 году[31][33][36].
- Дядя — Алексей Егорович Асманов, обучал молодого Владимира Макарова в своей переплётной мастерской в городе Скопине[2][5].
  - Двоюродный брат — Иван Алексеевич Асманов-Ротальский (1902 — ?), участник Гражданской войны, в 1935 начальник политотдела мотострелковой дивизии. В марте 1935 года арестован по делу об убийстве С. Кирова[35][37][38].

### Комментарии
1. ↑  П. Макаров, родившийся 18 марта 1897, указывает, что Владимир был старше на 3 года, см.: [1]
2. ↑  В некоторых источниках указано, что Владимир перетягивает в Балашов всю семью[6][5], однако П. Макаров этого не упоминает, и пишет, что Владимир «оставил мать и родных»[1]
3. ↑  В своей книге[1] Павел Макаров говорит о том, что получил ранение, однако на допросе НКВД Крыма в 1937 году признался в его симуляции для возможности уехать в отпуск и навсегда покинуть воинскую часть[14]
4. ↑  В книге П. Макарова есть отличия в элементах ФИО арестованных[1]
5. ↑  В некоторых источниках указан председателем комитета[24]
6. ↑  В источниках встречается как Юрий Абрамович, а не Юрий Исаакович[25]
7. ↑  В январе 1935 года была переименована в ул. Авдеева в честь Н. П. Авдеева, участника севастопольского подполья в годы Гражданской войны.
8. ↑  5 марта 1938 года была переименована в ул. Киянченко в честь М. С. Киянченко, который проживал в конспиративной квартире.
9. ↑  Согласно надписи-посвящению, установленной на пилоне памятника 49 коммунарам.
10. ↑  П. Макаров указывает, что приговор приведён в исполнение в ночь на 22 января, а в воззвании трудящихся, распространённом в Симферополе по поводу расстрела членов подпольного комитета, указано 23 января[1]
11. ↑  По другой информации — стрелочник на железной дороге[31]
12. ↑  Известно, что на момент смерти ей было 76 лет[6]